# Svend Wiig Hansen i Nikolaj Kirke
Svend Wiig Hansen i Nikolaj Kirke er en film instrueret af Keld Appel Hansen.

## Handling
Maleren og billedhuggeren Svend Wiig Hansen er i august 1974 midt i sit livs farligste og største eksperiment. Nikolaj Kirke i København er i 14 dage hans åbne værksted. Her viser han under publikums åsyn, hvordan hans billeder bliver til ... I dag regnes han for een af vor tids betydeligste kunstnere. Han har fået ord for at være provokerende, besættende, forrykt, hæmningsløst selvudfoldende, profet, sand ekspressionist, lidenskabelig. Et vidne om menneskelivet. Et spøgelse man helst ville have manet i graven (fra filmens indledende kommentar).